# Diascia macrophylla
Diascia macrophylla är en flenörtsväxtart som först beskrevs av Carl Peter Thunberg, och fick sitt nu gällande namn av Spreng.. Diascia macrophylla ingår i släktet tvillingsporrar, och familjen flenörtsväxter. Inga underarter finns listade i Catalogue of Life.